# Château de Baños de la Encina
Le Château de Burgalimar ou de Burch Al-Hamma est une ancienne forteresse omeyyade bâtie au Xe siècle à Baños de la Encina, dans la province espagnole de Jaén, en Andalousie. Situé sur une colline surplombant le village, le château domine Baños de la Encina de son imposante silhouette.
Entouré d’une robuste muraille crénelée flanquée de quatorze tours et un donjon chrétien, le château n’a que très peu souffert des vicissitudes du temps et des hommes. Il représente donc un parfait exemple de forteresse musulmane du Xe siècle, et constitue l’ensemble fortifié le mieux préservé de l’époque des Omeyyades de Cordoue, en même temps qu'un des châteaux musulmans les mieux conservés d’Espagne. Son inestimable valeur historique et artistique lui a valu d’être classé monument national en 1931, et ensemble historico-artistique en 1969.

## Histoire

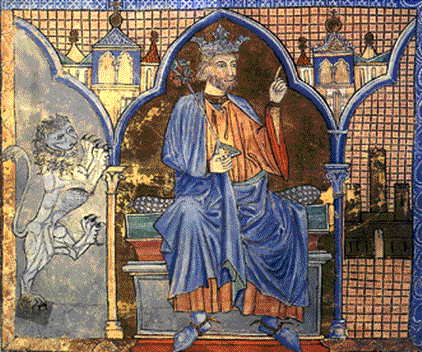
Ferdinand III de Castille prend définitivement la forteresse en 1225.

Le château de Baños de la Encina prend place dans une importante région stratégique, à l’entrée de la vallée du Guadalquivir, et partant, de l’Andalousie. Sa construction est décidée par le calife Al-Hakam II, auteur du plus somptueux agrandissement de la Grande mosquée de Cordoue. 
Les travaux de la forteresse débutent en 968, comme en témoigne une inscription gravée sur la porte, dont l’original est conservé au Musée archéologique national de Madrid. Sa construction est contemporaine de l’édification de forteresses similaires dans la région, telles que le château de Vacar dans la province de Cordoue, moins bien préservé. 
Selon les chroniques de l’époque, le calife ordonna l’érection de plusieurs vastes enceintes fortifiées aux caractéristiques identiques le long de la route vitale menant de la Sierra Morena vers Cordoue, dans le but de loger les troupes – essentiellement composées de mercenaires maghrébins – qui se dirigeaient vers la forteresse de Gormaz (actuelle province de Soria), dans le nord d’Al-Andalus, pour y mener des actions belliqueuses contre les chrétiens. Cette ligne de fortifications ne visait pas d'objectifs défensifs, dans un pays traversant alors une longue période de paix.
À la suite de l'effondrement et l'émiettement du Califat de Cordoue en de multiples royaumes (les taifas) au XIe siècle, le château traverse des périodes difficiles. Il est l’objet de luttes féroces entre musulmans et chrétiens, qui voient là une pièce essentielle pour l’accès à l’Andalousie. Alphonse VII de Castille et de León l’enlève aux musulmans en 1147, mais, après sa mort en 1157, la forteresse retombe dans les mains des Maures. Alphonse VIII de Castille et Alphonse IX de León parviennent à la reprendre en 1189, sans que ce succès ne s’inscrive dans la durée : trois jours après la bataille de Las Navas de Tolosa (1212), la forteresse repasse dans le camp musulman.
Il faut attendre l’impulsion décisive donnée à la reconquête de l’Andalousie par Ferdinand III pour que le château entre définitivement dans le domaine castillan, en 1225. Le roi en fait don à l’Archevêque de Tolède, Rodrigo Jiménez de Rada, et la garde en est confiée à l’Ordre de Santiago, très impliqué dans les opérations militaires dans le sud de la péninsule Ibérique. Peu de temps après, Ferdinand III intègre le village de Baños à la juridiction de la ville de Baeza, dont il dépendra jusqu’en 1626, date à laquelle Baños de la Encina obtient le statut de villa. 
En 1458, en pleine période de troubles nobiliaires en Castille, Henri IV cède la forteresse à son connétable, Lucas de Iranzo. La décision provoque l’ire de la population qui refuse de changer de juridiction. En 1466, le regidor (prévôt) de Baeza prend le château et le remet aux partisans du roi. C’est à cette époque qu’est modifiée la physionomie de la forteresse, avec l’érection de la Torre del Homenaje, le donjon. Préalablement, au XIVe siècle avait été réorganisé l’espace intérieur, avec l’édification d’un petit fortin sur la place d’armes, protégé d’une muraille intérieure, elle-même reliée à l’enceinte par deux pans de murs.
Lors de l’invasion napoléonienne, les troupes françaises s’approprient les lieux pour contrôler le passage dans la vallée du Guadalquivir. La municipalité fera par la suite du château le cimetière municipal. La situation se prolongera jusqu’en 1828, et affectera l’organisation interne de la forteresse.

## Le château

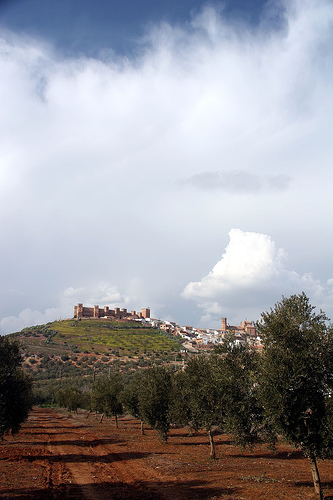
Vue générale

Le château de Baños de la Encina se dresse sur une petite colline rocheuse qui lui permet de dominer le village et la campagne alentour. Il est entouré de sites historiques importants : les ruines de la ville romaine de Cástulo, plusieurs maisons seigneuriales des XVIe et XVIIe siècles ainsi que plusieurs ermitages et l’église paroissiale de San Mateo.
D’apparence simple, il se présente sous la forme d’un vaste périmètre ovoïdal, ponctué de quatorze tours rectangulaires de hauteur égale dépassant à peine celle de la muraille. Ces quatorze tours, dont la sévérité et la proximité confèrent à l’ensemble un caractère défensif affirmé, sont complétées par le donjon, ou Torre del Homenaje (également appelée almena gorda), bâti au XVe siècle. Celui-ci est placé à l’extrémité de la muraille. Il s’organise sur un plan semi-cylindrique, et occupe en réalité l’espace d’une tour omeyyade détruite. Ce genre de tour, imposante, ne se retrouve pas dans l’architecture musulmane hispanique, mais répond bien à des canons architecturaux chrétiens : le donjon représente le pouvoir de son occupant. Ainsi, sa position, non pas en direction de la campagne, mais vers le village, révèle son utilisation symbolique, à relier aux coutumes féodales. 
L’ensemble de la muraille et des tours est doté de créneaux et de merlons, et percé d’archères. Les tours disposaient de trois étages, voire de quatre pour celles appuyées sur un terrain plus en contrebas. On accède à l’intérieur des remparts à travers deux entrées. La première est une superbe porte percée entre deux hautes tours dans le flanc sud. Elle est coiffée de deux grands arcs outrepassé, eux-mêmes surmontés de mâchicoulis. Le deuxième accès, plus modeste, est situé sur le flanc nord de la muraille.
Les matériaux de construction sont assez élémentaires : il s’agit d’un mélange semblable au pisé, fait d’argile, de sable, de chaux et de pierre crue, assemblés en pavés que l'on superposait. La chaux, en sa qualité de liant, garantit la robustesse de l’édifice. Cette technique explique la couleur spécifique de l’enceinte, qui oscille entre le brun et le rouge, et répond à des exigences de rapidité dans l’érection des fortifications. Seul le donjon, plus tardif, échappe à cette méthode : il est bâti en pierre crue. De même, son style s’apparente davantage à celui des fortifications gothiques.
L’espace intérieur du château est occupé par une vaste place d’armes sous laquelle est installée une citerne à deux nefs, séparées par des piliers et couvertes de voûtes en plein cintre. Outre le donjon, une autre modification chrétienne est visible à l’intérieur de l’enceinte : il s’agit des vestiges d’un petit fortin. Celui-ci était composé à l’origine d’une puissante tour circulaire entourée d’une muraille intérieure, reliée à l’enceinte extérieure de la forteresse par deux pans de murs. De cette œuvre, qui divisait en deux parties la place d’armes, seules les bases subsistent, ainsi que des fragments des murs de défense.

## Protection
Le château fait l’objet d’un classement en Espagne au titre de bien d'intérêt culturel depuis le 3 juin 1931.